# Palazzia pankakare
Palazzia pankakare is een slakkensoort uit de familie van de Skeneidae. De wetenschappelijke naam van de soort is voor het eerst geldig gepubliceerd in 2009 door Absalão.